# Böksholm
Böksholm is een plaats in de gemeente Växjö in het landschap Småland en de provincie Kronobergs län in Zweden. De plaats heeft 61 inwoners (2005) en een oppervlakte van 20 hectare. Böksholm ligt aan het riviertje de Holmeån en wordt voor de rest omringd door zowel bos als landbouwgrond, ook ligt het langgerekte meer Örken iets ten oosten van het dorp. De stad Växjö ligt zo'n veertig kilometer ten zuidwesten van het dorp.